# アヒアコ

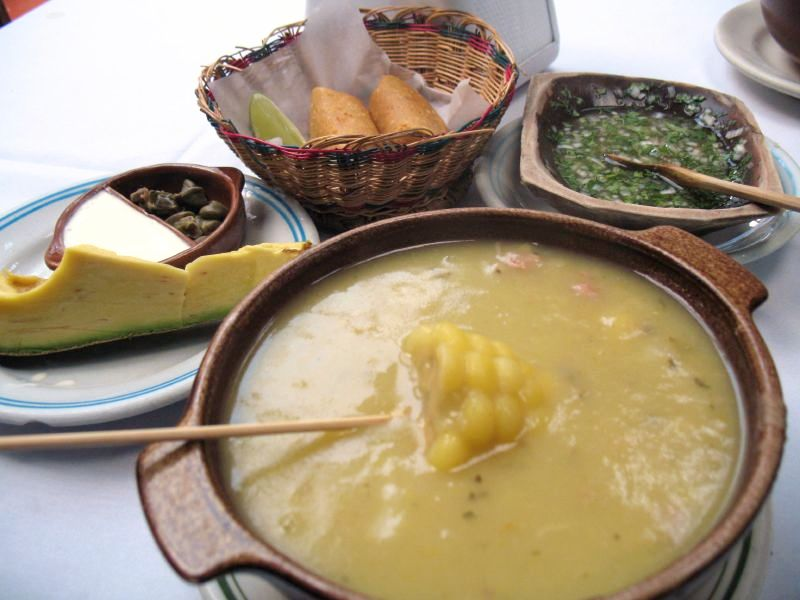
アヒアコ ボゴタ, コロンビア

アヒアコ（スペイン語: Ajiaco）は、コロンビアの代表的な料理である。鶏肉とジャガイモを使ったシチューに近い料理。